# Jean Hyppolite
Jean Hyppolite (Jonzac, 8 de janeiro de 1907 — Paris, 26 de outubro de 1968) foi um filósofo francês que se notabilizou por seus trabalhos sobre Hegel e outros filósofos alemães, além de ter sido mestre de alguns dos mais proeminentes pensadores franceses do pós-guerra.
Graduou-se pela École Normale Supérieure, que freqüentou aproximadamente à mesma época que Jean-Paul Sartre, Simone de Beauvoir e Raymond Aron. Assistiu ao famoso curso de  Kojève sobre a Fenomenologia do Espírito, de Hegel, na 
EHESS, e considerava Maurice Merleau-Ponty "como um irmão".
Foi professor de Gilles Deleuze e de Michel Foucault no Liceu Henri-IV, no curso preparatório para o ingresso na École Normale Supérieure.
Grande historiador da Filosofia, escreveu sobre Karl Marx e Hegel. Fundou, em 1953, a coleção literária Épiméthée (PUF), em que editou traduções de filósofos alemães como  Hegel, Feuerbach, Husserl, Scheler e Heidegger. Publicou, em 1939, a primeira tradução francesa da Fenomenologia do Espírito.
Após a guerra, tornou-se professor da Universidade de Estrasburgo, onde escreveu a Gênese e estrutura da Fenomenologia do Espírito (1947), contribuição essencial para o entendimento da obra hegeliana. Em 1949, Hyppolite transferiu-se para a Sorbonne.
Em 1952, publicou Logique et existence, um trabalho fundamental para aquilo que se tornou conhecido como Pós-modernismo. O livro procura correlacionar a Fenomenologia de Hegel e sua Lógica . Desta forma, surgem as questões da linguagem, ser e diferença que se tornariam marcas da nova filosofia francesa, no fim do século XX. A resenha de Gilles Deleuze sobre o livro é uma boa indicação de sua importância e centralidade. Marx et Hegel é outro dos seus importantes trabalhos.
Em 1954, tornou-se diretor da École Normale Supérieure e, em 1955, produziu um estudo sobre o jovem Marx - a fase mais hegeliana do filósofo de Trier.
Em 1963 Hyppolite foi eleito para o Collège de France, ocupando a cadeira de História do Pensamento Filosófico. Michel Foucault será eleito seu sucessor após sua morte. Louis Althusser também figura entre seus alunos.
Enquanto outros filósofos franceses, seus contemporâneos, como Sartre, ficaram conhecidos por produzir novos trabalhos influenciados pela filosofia alemã, Hyppolite é lembrado como conferencista, professor e tradutor, tendo  influenciado vários pensadores de seu país, como Michel Foucault, Jacques Derrida, Gérard Granel, Lacan, Étienne Balibar e Gilles Deleuze.